# Санкт-Петербургский творческий союз художников
Санкт-Петербургский Творческий союз художников (IFA) официально зарегистрирован в качестве самостоятельного объединения художников 6 июня 1991 года, как "Профессионально-творческий союз художников и графиков Международной федерации художников (IFA)". Основные положения о союзе были приняты на учредительном собрание, состоявшемся в Ленинграде 12 октября 1990 года. Участники-учредители: Наталья и Константин Дока, Геннадий Зубков, Михаил Цэруш, Александр Сергеев, Борис Денисовский, Евгений Большаков и ряд других художников. Союз позиционирует себя как продолжатель традиций Ленинградского Горкома художников-графиков. С 1999 года — "Санкт-Петербургский Творческий союз художников (IFA)".

## Структура
Санкт-Петербургский Творческий союз художников (IFA) делится на секции:  Живописи и станковой графики (председатель — Анатолий Васильев); Фотографии (председатель — Сергей Компанийченко); ДПИ (председатель — Виктор Сиренко); Ювелирного дела (председатель — Елена Соловьева).
Председатель Союза — Ирина Музырина. Почетный председатель союза — Наталья Александровна Дока.
Членами СПбТСХ являются примерно 700 художников.

## Выставки (выборочно)
За время существования СПбТСХ (IFA) было организованно и проведено сотни персональных и групповых выставок в Санкт-Петербурге (на Невском проспекте 60), городах России и за рубежом.
В том числе ежегодно, с 2008 года, проходящая в выставочных залах СПбТСХ конкурсная выставка "Работы года". В номинациях живопись, графика и скульптура по итогам голосования независимого жури присуждаются золотые, серебряные и бронзовые медали.
- Международная выставка Арт-контакт. 1992 (кураторы Н. и К. Дока; ЦВЗ «Манеж»).
- Выставка ведущих профессиональных фотографов — членов Союза (Мэрия Санкт-Петербурга). 1994.
- Очная ставка ленинградских карикатуристов в Петербурге (куратор В. Бугаев, при участии ГРМ). 1996.
- Выставка современного петербургского искусства в Генте (Бельгия). 2001.
- Выставка художников-карикатуристов в городе Иврея (Италия). 2001.
- Геометрия природы. 2001. в рамках общероссийской программы «Абстрактное искусство в России: XX век» (ВЗ IFA).
- Свободное дыхание. 2002. в рамках общероссийской программы «Абстрактное искусство в России: XX век» (ВЗ IFA).
- Традиции и современность: к 85-летию со дня основания Первого профессионального трудового союза художников в Петрограде. ЦВЗ «Манеж». 2003.
- Made in Japan. 2018.
- Палитра грузии. 2019.
- В сторону абстракции. 2023[5].
- Абстракция и окрестности. 2023[6].

## Участники (выборочно)
Художники, участники выставок в СПбТСХ (IFA): Лариса Астрейн, Анатолий Басин, Мила Арбузова, Вадим Бо, Анатолий Заславский, Анатолий Васильев, Николай Васильев, Гафур Мендагалиев, Александр Косенков, Николай Копейкин, Анатолий Гальб, Михаил Гавричков, Инна Гринчель, Александр Гущин, Васильева Ирина, Григорий Кацнельсон, Андрей Кузнецов, Алексей Кирьянов, Лев Сморгон, Дмитрий Матковский, Анатолий Маслов, Артур Молев, Кирилл Миллер, Андрей Мишин, Валерий Мишин, Ирина Музырина, Александра Овчиникова, Георгий Сысойков, Илья Овсянников, Марина Оз, Алексей Парыгин, Давид Плаксин, Александр Позин, Константин Поляков, Екатерина Посецельская, Андрей Помулев, Юлия Сопина, Николай Симоновский, Виктор Сиренко, Марина Спивак, Николай Тёплый, Мария Трегубенко, Олег Фронтинский, Александр Флоренский, Ольга Флоренская, Заза Харабадзе, Наталья Земляная, Михаил Цэруш, Алексей Чера, Азамат Э. Чеслав, Элла Цыплякова, Наталья Шалина, Дмитрий Шагин, Елена Щелчкова.